# Uplatne
Uplatne (ukrainisch Уплатне; russisch Уплатное Uplatnoje) ist ein Dorf im Süden der ukrainischen Oblast Charkiw mit etwa 700 Einwohnern (2001).
In dem 1861 gegründeten Dorf befand sich bis zum Zweiten Weltkrieg die im Krieg zerstörte Himmelfahrtskirche.
Die Ortschaft liegt auf einer Höhe von 108 m am Ufer des Welyka Terniwka (Велика Тернівка), einem 80 km langen Nebenfluss der Samara, etwa 20 km südwestlich vom ehemaligen Rajonzentrum Blysnjuky und 160 km südlich vom Oblastzentrum Charkiw.
Am 12. Juni 2020 wurde das Dorf ein Teil der neugegründeten Siedlungsgemeinde Blysnjuky, bis dahin bildete es zusammen mit den Dörfern Klenowe (Кленове), Myliwka (Милівка), und Nowouplatne (Новоуплатне) die gleichnamige Landratsgemeinde Uplatne (Уплатнівська сільська рада/Uplatniwska silska rada) im Westen des Rajons Blysnjuky.
Am 17. Juli 2020 kam es im Zuge einer großen Rajonsreform zum Anschluss des Rajonsgebietes an den Rajon Losowa.